# Барац, Семён Моисеевич
Семён Моисеевич Барац (3 октября 1850, Одесса — 1913) — русский экономист, специалист по бухгалтерии, банковскому делу и вексельному праву.
Автор работ по финансовым, экономическим и юридическим вопросам. Публиковался в журнале «Счетоводство» и других изданиях. Автор серии статей по бухгалтерскому учёту и банковскому делу в Энциклопедическом словаре Брокгауза и Ефрона.
В 1890—1891 годы С. М. Барац организовал первые в России женские Коммерческие курсы, возглавленные П. О. Ивашинцевой.
С 1884 года Барац преподавал в Санкт-Петербургском коммерческом училище, в 1895 г. — в Женском коммерческом училище при доме Демидова (бывшем Доме призрения трудящихся), в 1897—1900 гг. на организованных при его участии Высших коммерческих курсах Общества для распространения коммерческих знаний; с 1904 года Барац читал лекции на экономическом отделении Санкт-Петербургского политехнического института.

## Труды
- Курс вексельного права (1893);
- Задачи вексельной реформы в России (1896);
- Курс коммерческой корреспонденции (книга выдержала 4 издания: 1885, 1898, 1902, 1910);
- Курс двойной бухгалтерии (издания 1900 и 1905);